# Red britanskega imperija
Red britanskega imperija (izvirno angleško The Most Excellent Order of the British Empire) je britanski viteški red, ki ga je 4. junija 1917 ustanovil Jurij V. Britanski.
Trenutno je najnižji in najbolj množični britanski red, ki se ga podeljuje v dveh skupinah: vojaška in civilna. 
Ima naslednje stopnje:
- vitez velikega križa (GBE) ali dama velikega križa (GBE),
- vitez poveljnik (KBE) ali dama poveljnica (DBE),
- poveljnik (CBE),
- častnik (OBE) in
- član (MBE).

Člani prvih dveh stopenj so upravičeni tudi do plemiškega naziva: Sir oz. Dame.